# ضربه سخت (فیلم ۱۹۷۹)
ضربه سخت (به انگلیسی: Hard Knocks) یک فیلم سینمایی آمریکایی محصول سال ۱۹۷۹ میلادی با بازی مایکل کریستین و به کارگردانی دیوید ورث می‌باشد.

## بازیگران
- مایکل کریستین - گای
- جوزت بانت - چری
- کینن وین - جید
- دونا ویلکز - کریس
- جان کراوفورد - جاش
- هنری براندون - کورلی